# Elymnias basium
Elymnias basium är en fjärilsart som beskrevs av Hans Fruhstorfer 1907. Elymnias basium ingår i släktet Elymnias och familjen praktfjärilar. Inga underarter finns listade i Catalogue of Life.